# Драупаді Мурму
Драупаді Мурму (англ. Draupadi Murmu, орія ଦ୍ରୌପଦୀ ମୁର୍ମୁ, санталі ᱫᱨᱚᱣᱯᱚᱫᱤ ᱢᱩᱨᱢᱩ; нар. 20 червня 1958) — індійська політична діячка, Президент Індії від Національно-демократичного альянсу (з 2022 року), член Бхаратія джаната парті, дев'ятий губернатор Джаркханду (2015—2021). Друга жінка, яка обійняла посаду президента Індії, та перша з представників народу санталів (уродженка індійського штату Орісса), що обіймала такі високі посади та перша губернатор Джхаркханда, яка завершила п'ятирічний термін на посаді.

## Особисте життя
Драупаді Мурму народилася 20 червня 1958 року в селі Байдапосі району Маюрбхандж в Одіші в родині Біранчі Нараяна Туду. Батько та дід були сільськими старостами.
Драупаді Мурму вийшла заміж за Шьяма Чарана Мурму, банкіра, який помер у 2014 році. У подружжя народилося двоє синів, обидва померли, і дочка Ітішрі Мурму.

## Кар'єра
Мурму починала свою трудову діяльність на посаді шкільної вчительки Sri Aurobindo Integral Education Centre, Rairangpur. Викладала гінді, математику та географію. Потім перейшла на державну службу. З 1979 до 1983 року працювала молодшим помічником у відділі іригації уряду Одіші..

### Державна служба
Мурму приєдналася до Бхаратія джаната парті. У 1997 році була обрана радником Райрангпур Нагар Панчаят.
Під час перебування у партії Бхаратія джаната у складі коаліційного уряду Біджу Джаната Дала в Одіші, Драупаді Мурму обіймала посаду державного міністра з питань торгівлі та транспорту з 6 березня 2000 року по 6 серпня 2002 року, а також з питань рибного господарства та тваринництва з 6 серпня 2002 року по 16 травня 2004 року. У 2000 і 2004 роках обиралася членом парламенту від виборчого округу асамблеї Райрангпур. 2007 року Законодавча асамблея Одіша присудила Драупаді Мурму нагороду Nilkantha award for best MLA.

### Губернатор Джхаркханд
Драупаді Мурму стала першою жінкою на посаді губернатора Джхаркханду (18 травня 2015 року — 12 липня 2022). Також вона перша жінка з племен Одіші, призначена губернатором в індійському штаті. Обіймала посаду до липня 2021 року.

## Президентські вибори 2022 року
У червні 2022 року Бхаратія джаната парті обрала Мурму кандидатом від Національно-демократичного альянсу на пост президента Індії на виборах, що відбулися 18 липня 2022 року. Драупаді Мурму отримала понад 64 % голосів виборців (676 803), перемігши з відривом від суперника Яшванта Сінха (380 177 голосів).